# 白生地
白生地（しろきじ）は、和服の区分方法のひとつで、白糸で織った生地をそのまま反物にしたもの。先染めとあと染めのうち、後者に用いられる。京都の北部、丹後地方（丹後ちりめん）と滋賀県長浜市周辺（浜ちりめん）が二大産地となっている。

## 用途
上述のようにあと染め着物などに用いられる。無地染めや型染、インクジェットプリント、手描き友禅などあと染めの技法は多彩にある。

## 入手先
通常の着物の小売店では置いていることが少なく、取り寄せになることが多い。京都市内には複数の白生地卸販売会社が存在する。